# بخش مرکزی شهرستان بابلسر

بخش مرکزی شهرستان بابلسر یکی از بخش‌های شهرستان بابلسر در استان مازندران در شمال ایران است.

## تقسیمات کشوری
- بخش مرکزی شهرستان بابلسر
  - دهستان ساحلی
  - دهستان بابلرود

شهر: بابلسر

## جمعیت
بنابر سرشماری مرکز آمار ایران، جمعیت بخش مرکزی شهرستان بابلسر در سال ۱۳۸۵ برابر با ۶۹۷۰۹ نفر بوده‌است.